# 6718 Байлбок
6718 Байлбок (6718 Beiglböck) — астероїд головного поясу, відкритий 14 жовтня 1990 року.
Тіссеранів параметр щодо Юпітера — 3,280.